# دانيال دو توا
دانيال دو توا (بالإنجليزية: Daniel du Toit)‏ (و. 1871 – 1959 م) هو عالم فلك من جنوب أفريقيا .
توفي عن عمر يناهز 88 عاماً.